# Narosoideus
Narosoideus is een geslacht van vlinders van de familie slakrupsvlinders (Limacodidae).

## Soorten
- N. apicipennis Matsumura, 1931
- N. flavidorsalis (Staudinger, 1887)
- N. vulpina (Wileman, 1911)